# La Rouge (band)
La Rouge is een Surinaamse band. Ze zijn zowel in Suriname als in Nederland een kopstuk van de kaskawi (ook wel kaskawina), een explosieve hedendaagse kawina-stijl. In de snelle en sensuele kaskawi wordt de creoolse vraag-en-antwoordzang van de kawina, de oorspronkelijk spirituele winti-muziek, gemixt met het calypso-achtige ritme van de kaseko. Talrijke trommels, zoals de skratjie, bepalen het opzwepende ritme. Daarnaast plukt La Rouge uit soca, salsa, merengue en (Nederlandstalige) rhythm-and-blues.
Begin 2005 scoorden zij tweemaal een hit, mede dankzij het producersteam RMXCRW, met de nummers Je doet en Als je weet wat je doet.

## Discografie

### Singles
| Single met eventuele hitnotering(en) in de Nederlandse Top 40 | Datum van verschijnen | Datum van binnenkomst | Hoogste positie | Aantal weken | Opmerkingen                           |
| ------------------------------------------------------------- | --------------------- | --------------------- | --------------- | ------------ | ------------------------------------- |
| Je doet!                                                      | 2005                  | 15-1-2005             | 35              | 3            | met RMXCRW & I.V.A.                   |
| Als je weet wat je doet                                       | 23-3-2005             | 26-3-2005             | tip16           |              | met RMXCRW                            |
| Dansvloer                                                     | 2014                  | 28-3-2014             | -               | -            | met Keizer (rapper)                   |
| Ik mis je                                                     | 2016                  | 09-07-2016            | tip2            | 7            | Met Cho / Nr. 51 in de Single Top 100 |